# Indian Data Relay Satellite System
Indian Data Relay Satellite System (en français Système de satellite de relais de données), plus communément désigné par son acronyme IDRSS, est une constellation de satellites que l'agence spatiale indienne prévoit de déployer à compter de 2024 pour relayer de manière continue les données collectées par les satellites circulant en orbite basse vers les stations terriennes. Ce système est analogue au système TDRS de l'agence spatiale américaine (la NASA), à la constellation russe Loutch et au système EDRS de l'Agence spatiale européenne.

## Contexte
L'agence spatiale indienne, l'ISRO, dispose d'une grande flotte de satellites d'observation de la Terre. Elle effectue chaque année de nombreux lancements et envisage de développer un programme spatial habité. Toutes ces activités se déroulent en orbite basse, ce qui limite fortement les phases durant lesquelles les stations terriennes de l'agence spatiale indienne sont capables de collecter ou transmettre données et commandes. Le recours à une constellation de satellites de télécommunications positionnés en orbite géostationnaire et assurant le relais entre les satellites en orbite basse et les stations terriennes a été inscrit au budget du programme spatial de l'Inde de 2019. En déployant deux satellites relais séparés en longitude de 140°, une couverture permanente de l'ensemble des activités spatiales pourra être garantie.      

## Caractéristiques techniques
Le satellite IDRSS utilise une plateforme standard I-3K qui est stabilisée 3 axes. Celle-ci dispose de panneaux solaires qui fournissent 6 000 watts. La propulsion est assurée par des moteurs-fusées à ergols liquides brûlant un mélange de MON et d'hydrazine. Un système de communications optique sera utilisé pour les échanges entre les satellites de la constellation. La masse et la consommation de la charge utile sont évaluées respectivement à 350 kg et 1400 watts. La charge utile comprend une antenne déployable pour les émissions en bande Ka, une antenne réseau à commande de phase en bande S, un réflecteur fixe en bande X

## Déploiement
L'agence spatiale indienne, qui construit et utilisera le système, prévoit de déployer deux satellites IDRSS. Le premier devrait être lancé vers 2024.